# Dale Hunter

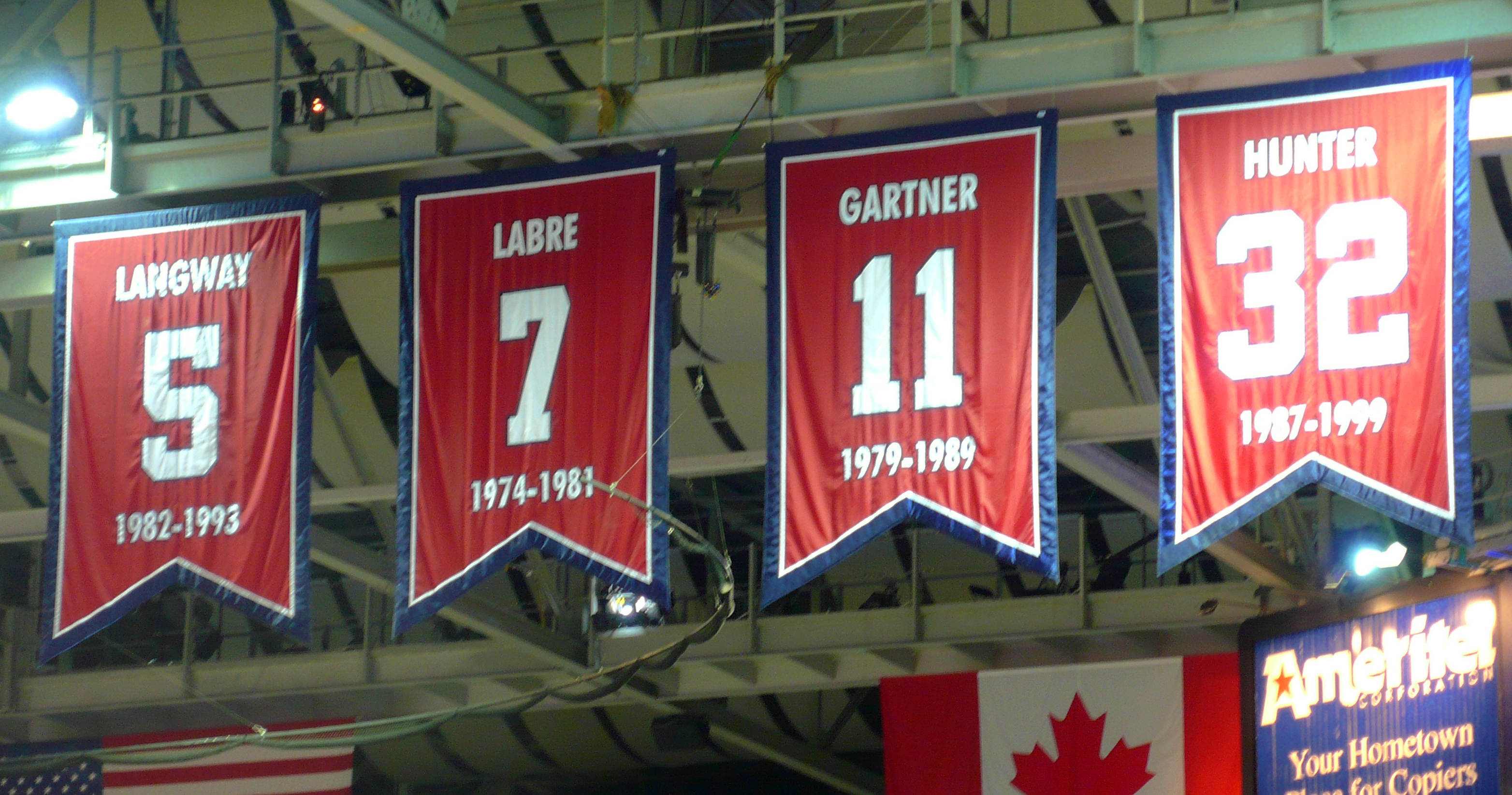
Washington Capitals pensionerade Dale Hunters tröja #32 11 mars 2000.

Dale Robert Hunter, född 31 juli 1960 i Petrolia, Ontario, är en kanadensisk ishockeytränare och före detta professionell ishockeyspelare. Hunter spelade i NHL från 1980 till 1999 för Quebec Nordiques, Washington Capitals och Colorado Avalanche. Han utsågs 28 november 2011 till huvudtränare för Washington Capitals.
Dale Hunters bröder Dave Hunter och Mark Hunter spelade också i NHL.

## Junior
Dale Hunter spelade juniorhockey i Ontario Major Junior Hockey League för Kitchener Rangers och Sudbury Wolves mellan åren 1977 och 1980. Han gjorde sammanlagt 98 mål och 161 assist för totalt 259 poäng på 188 matcher i OMJHL. Han samlade också på sig 492 utvisningsminuter. I slutspelet gjorde han 11 mål och 21 assist för 32 poäng på 28 matcher.

## NHL
Hunter valdes som 41:a spelare totalt i NHL-draften 1979 av Quebec Nordiques, och han visade vad som komma skulle redan under sin första säsong i NHL, 1980–81, då han gjorde 19 mål och 44 assist för totalt 63 poäng på 80 matcher, tillsammans med 226 utvisningsminuter. 1980–81 var också debutsäsongen i Nordiques för bröderna Peter och Anton Šťastný, vilket gjorde att laget för första gången nådde Stanley Cup-slutspelet. Quebec förlorade dock i första rundan mot Philadelphia Flyers med 3-2 i matcher. Hunter gjorde 4 mål och 2 assist i matchserien.
Andra säsongen i Quebec Nordiques, 1981–82, gjorde Hunter 22 mål och 50 assist för totalt 72 poäng, och i slutspelet nådde laget semifinal där man förlorade mot blivande mästarna New York Islanders med 4-0 i matcher. I första rundan mot Montreal Canadiens avgjorde Hunter matchserien med sitt mål på övertid i den femte och avgörande matchen.
Hunter och Quebec skulle nå semifinal i slutspelet också säsongen 1984–85 där man föll mot Philadelphia Flyers med 4-2 i matcher.
13 juni 1987 bytte Quebec Nordiques bort Dale Hunter till Washington Capitals mot bland annat ett val i första rundan av 1987 års NHL-draft, ett val Quebec senare använde för att drafta Joe Sakic.
Hunter fortsatte att vara en pålitlig spelare i sitt nya lag Washington Capitals. 1990 nådde laget semifinal i slutspelet där dock Boston Bruins vann i fyra raka matcher. Säsongen 1994–95 utsågs han till lagkapten i Capitals vilket han var fram tills det att han byttes bort till Colorado Avalanche 23 mars 1999. Säsongen innan, 1997–98, hade han varit med och tagit Capitals till Stanley Cup-final där man förlorat i fyra raka matcher mot Detroit Red Wings. Hunter spelade säsongen ut i Colorado och slutspelet 1999, där Colorado Avalanche föll i semifinalen mot Dallas Stars med 4-3 i matcher, blev hans sista framträdande i NHL.

## Spelstil
Dale Hunter var en hårt arbetande center och nyttig för sina lag med sina ledaregenskaper och sin hyfsade offensiv. Hunter är också en av de mest utvisade spelarna i NHL genom tiderna och låg över 200 utvisningsminuter under 10 av sina 11 första säsonger i ligan. Totalt samlade han ihop till 3565 utvisningsminuter i grundserien, vilket ger honom en andraplats i NHL:s utvisningsliga bakom Dave "Tiger" Williams.
Hunters omilda spelstil nådde sin kulmen i Stanley Cup-slutspelet 1993 då han i första rundan mot New York Islanders överföll Islander center Pierre Turgeon bakifrån efter det att Turgeon gjort mål och i praktiken avgjort matchserien till Islanders fördel. Turgeon ådrog sig en axelskada och kunde endast spela en match för Islanders i andra rundan i slutspelet mot Pittsburgh Penguins och fyra matcher i tredje rundan mot Montreal Canadiens. Nye NHL-kommissionären Gary Bettman, som tidigare hade lovat att slå ner på våldet i NHL, stängde av Dale Hunter de 21 första matcherna följande säsong. Hunter medgav flera år senare att han hade gått för långt i och med överfallet på Turgeon.
Trots att Dale Hunter samlade ihop över 1000 poäng i grundserien i NHL under sin karriär var han aldrig någon offensiv stjärnspelare, utan höll för det mesta till i andrakedjan som en pålitlig komplementsspelare. I Quebec Nordiques spelade Hunter i skuggan av storstjärnorna Peter Šťastný och Michel Goulet, och till viss del även Anton och Marian Šťastný, och i Washington Capitals spelade han för det mesta i andrakedjan bakom spelare som Mike Gartner, Dino Ciccarelli och Peter Bondra. Som mest gjorde Hunter 79 poäng under en säsong i NHL, säsongerna 1983–84 och 1992–93. Hans personbästa för mål respektive assist under en säsong i NHL är 28 och 59.
Dale Hunter är den ende spelaren i NHL:s historia som gjort över 1000 poäng och samtidigt samlat ihop över 3000 utvisningsminuter.

## Tränare
Efter att ha avslutat sin spelarkarriär blev Dale Hunter delägare, president och huvudtränare för OHL-laget London Knights. 2005 vann Hunter Memorial Cup med London Knights med sin son Dylan Hunter som en av spelarna. Dale Hunters son Tucker Hunter har också spelat för Knights, och hans bror Mark Hunter har fungerat som delägare, general manager och huvudtränare för laget.
Hunter utsågs 28 november 2011 till huvudtränare för Washington Capitals. I Stanley Cup-slutspelet 2012 föll Capitals i andra rundan mot New York Rangers med 4-3 i matcher efter att ha slagit ut de regerande mästarna Boston Bruins i första rundan med 4-3 i matcher.
Den 14 maj 2012 meddelade Hunter att han hoppar av som tränare för Capitals för att återvända till London Knights i OHL.
Den kanadensiska JVM truppen 2020 leds av förbundskapten Dale Hunter.

## Statistik
OMJHL = Ontario Major Junior Hockey League

### Klubbkarriär
| 1977–78      | Kitchener Rangers   | OMJHL        | 68   | 22  | 42  | 64   | 115  | 9   | 1  | 0  | 1   | 32  |
| 1978–79      | Sudbury Wolves      | OMJHL        | 59   | 42  | 68  | 110  | 188  | 10  | 4  | 12 | 16  | 47  |
| 1979–80      | Sudbury Wolves      | OMJHL        | 61   | 34  | 51  | 85   | 189  | 9   | 6  | 9  | 15  | 45  |
| 1980–81      | Quebec Nordiques    | NHL          | 80   | 19  | 44  | 63   | 226  | 5   | 4  | 2  | 6   | 34  |
| 1981–82      | Quebec Nordiques    | NHL          | 80   | 22  | 50  | 72   | 272  | 16  | 3  | 7  | 10  | 52  |
| 1982–83      | Quebec Nordiques    | NHL          | 80   | 17  | 46  | 63   | 206  | 4   | 2  | 1  | 3   | 24  |
| 1983–84      | Quebec Nordiques    | NHL          | 77   | 24  | 55  | 79   | 232  | 9   | 2  | 3  | 5   | 41  |
| 1984–85      | Quebec Nordiques    | NHL          | 80   | 20  | 52  | 72   | 209  | 17  | 4  | 6  | 10  | 97  |
| 1985–86      | Quebec Nordiques    | NHL          | 80   | 28  | 42  | 70   | 265  | 3   | 0  | 0  | 0   | 15  |
| 1986–87      | Quebec Nordiques    | NHL          | 46   | 10  | 29  | 39   | 135  | 13  | 1  | 7  | 8   | 56  |
| 1987–88      | Washington Capitals | NHL          | 79   | 22  | 37  | 59   | 240  | 14  | 7  | 5  | 12  | 98  |
| 1988–89      | Washington Capitals | NHL          | 80   | 20  | 37  | 57   | 219  | 6   | 0  | 4  | 4   | 29  |
| 1989–90      | Washington Capitals | NHL          | 80   | 23  | 39  | 62   | 233  | 15  | 4  | 8  | 12  | 61  |
| 1990–91      | Washington Capitals | NHL          | 76   | 16  | 30  | 46   | 234  | 11  | 1  | 9  | 10  | 41  |
| 1991–92      | Washington Capitals | NHL          | 80   | 28  | 50  | 78   | 205  | 7   | 1  | 4  | 5   | 16  |
| 1992–93      | Washington Capitals | NHL          | 84   | 20  | 59  | 79   | 48   | 6   | 7  | 1  | 8   | 35  |
| 1993–94      | Washington Capitals | NHL          | 52   | 9   | 29  | 38   | 131  | 7   | 0  | 3  | 3   | 14  |
| 1994–95      | Washington Capitals | NHL          | 45   | 8   | 15  | 23   | 101  | 7   | 4  | 4  | 8   | 24  |
| 1995–96      | Washington Capitals | NHL          | 82   | 13  | 24  | 37   | 112  | 6   | 1  | 5  | 6   | 24  |
| 1996–97      | Washington Capitals | NHL          | 82   | 14  | 32  | 46   | 125  | —   | —  | —  | —   | —   |
| 1997–98      | Washington Capitals | NHL          | 82   | 8   | 18  | 26   | 103  | 21  | 0  | 4  | 4   | 30  |
| 1998–99      | Washington Capitals | NHL          | 50   | 0   | 5   | 5    | 102  | —   | —  | —  | —   | —   |
| 1998–99      | Colorado Avalanche  | NHL          | 12   | 2   | 4   | 6    | 17   | 19  | 1  | 3  | 4   | 38  |
| OMJHL totalt | OMJHL totalt        | OMJHL totalt | 188  | 98  | 161 | 259  | 492  | 28  | 11 | 21 | 32  | 124 |
| NHL totalt   | NHL totalt          | NHL totalt   | 1407 | 323 | 697 | 1020 | 3565 | 186 | 42 | 76 | 118 | 729 |

### Tränarkarriär
M = Matcher, V = Vinster, F = Förluster, O = Oavgjorda, ÖTF = Förluster på övertid eller straffar
| Lag                 | År      | Grundserie | Grundserie | Grundserie | Grundserie | Grundserie | Grundserie | Grundserie      | Slutspel                  |
| Lag                 | År      | M          | V          | F          | O          | ÖTF        | Poäng      | Resultat        | Resultat                  |
| ------------------- | ------- | ---------- | ---------- | ---------- | ---------- | ---------- | ---------- | --------------- | ------------------------- |
| London Knights      | 2001–02 | 68         | 24         | 27         | 10         | 7          | 65         | 5:a i West      | Förlorade i andra rundan  |
| London Knights      | 2002–03 | 68         | 31         | 27         | 7          | 3          | 72         | 2:a i Midwest   | Förlorade i andra rundan  |
| London Knights      | 2003–04 | 68         | 53         | 11         | 2          | 2          | 110        | 1:a i Midwest   | Förlorade i tredje rundan |
| London Knights      | 2004–05 | 68         | 59         | 7          | 2          | 0          | 120        | 1:a i Midwest   | Vann Memorial Cup         |
| London Knights      | 2005–06 | 68         | 49         | 15         | –          | 4          | 102        | 1:a i Midwest   | Förlorade i OHL-finalen   |
| London Knights      | 2006–07 | 68         | 50         | 14         | –          | 4          | 104        | 1:a i Midwest   | Förlorade i tredje rundan |
| London Knights      | 2007–08 | 68         | 38         | 24         | –          | 6          | 82         | 2:a i Midwest   | Förlorade i första rundan |
| London Knights      | 2008–09 | 68         | 49         | 16         | –          | 3          | 101        | 1:a i Midwest   | Förlorade i tredje rundan |
| London Knights      | 2009–10 | 68         | 49         | 16         | –          | 3          | 101        | 1:a i Midwest   | Förlorade i andra rundan  |
| London Knights      | 2010–11 | 68         | 34         | 29         | –          | 5          | 73         | 5:a i Midwest   | Förlorade i första rundan |
| London Knights      | 2011–12 | 26         | 20         | 5          | –          | 1          | 41         | 1:a i Midwest   | –                         |
| Washington Capitals | 2011–12 | 60         | 30         | 23         | –          | 7          | 67         | 2:a i Southeast | Förlorade i andra rundan  |